# Pafnucius (opat)
Pafnucius († asi 380) byl poustevník a opat v Egyptě. Katolickou církví je uctíván jako světec. Jeho liturgická památka připadá na 29. listopad.

## Život
Postava Pafunciova je známa z obtížně historicky verifikovatelných textů pouštních otců. Legenda o jeho životě mu připisuje založení kláštera poblíž Herakleopolis a obrácení prostitutky, jménem Taida, na pokání (později se stala svatou). Zdrojem informací o Pafunciově životě jsou jednak apofthegmata, jednak spis Historia monachorum in Aegypto.